# Eu (álbum de Ana Malhoa)
Eu é o terceiro álbum de estúdio a solo da cantora pop portuguesa Ana Malhoa. Foi lançado a 9 de maio de 2003 pela editora Espacial. O álbum foi aclamado pela crítica portuguesa e espanhola, sendo descrito como mais introspectivo, romântico e maduro, em relação aos dois álbuns de estúdio anteriores editados pela artista. Diferente dos dois álbuns anteriores, nenhum single de Eu liderou as paradas musicais portuguesas, entretanto a canção "Eu Ficarei/Me Quedaré" chegou a terceira posição nas rádios de Portugal e chegou as listas de Espanha. "Eu Que Te Amei", "Banho de Lua" e "Eu Sei Que Te Amo" também obtiveram algum sucesso em Portugal. Entre os 3 singles promocionais, "Sinto" obteve o maior sucesso nas paradas e "Sigo o Vento" foi considerado o clímax do álbum. O projecto musical atingiu o 4º lugar do Top Oficial da AFP, a tabela semanal dos 30 álbuns mais vendidos em Portugal, tendo ficado nesta listagem um total de 20 semanas.

## Faixas
| N.º | Título                             | Compositor(es)             | Duração |  |
| 1.  | "Quando Estamos Juntos"            | Jorge do Carmo, Ana Malhoa | 4:12    |  |
| 2.  | "Eu Sei Que Te Amo"                | Jorge do Carmo, Ana Malhoa | 4:07    |  |
| 3.  | "Alguém Que uma Vez Amei"          | Jorge do Carmo, Ana Malhoa | 4:01    |  |
| 4.  | "Banho de Lua"                     | Jorge do Carmo, Ana Malhoa | 4:02    |  |
| 5.  | "Sinto"                            | Jorge do Carmo, Ana Malhoa | 4:16    |  |
| 6.  | "Eu Que Te Amei"                   | Jorge do Carmo, Ana Malhoa | 4:42    |  |
| 7.  | "Tu És Meu"                        | Jorge do Carmo, Ana Malhoa | 3:21    |  |
| 8.  | "Sigo o Vento"                     | Jorge do Carmo, Ana Malhoa | 3:26    |  |
| 9.  | "Teu Veneno"                       | Jorge do Carmo, Ana Malhoa | 3:01    |  |
| 10. | "Eu Ficarei"                       | Jorge do Carmo, Ana Malhoa | 5:01    |  |
| 11. | "Se Me Queres Como Eu Sou"         | Jorge do Carmo, Ana Malhoa | 3:50    |  |
| 12. | "Eu Que Te Amei (Versão Acústica)" | Jorge do Carmo, Ana Malhoa | 4:35    |  |
| 13. | "Me Quedaré (Eu Ficarei)"          | Jorge do Carmo, Ana Malhoa | 5:01    |  |
| 14. | "Tudo"                             | Jorge do Carmo, Ana Malhoa | 3:58    |  |

## Posições
| Paradas (2004) | Posições |
| -------------- | -------- |
| Portugal - AFP | 4        |

| País / Certificadora | Certificação | Vendas |
| -------------------- | ------------ | ------ |
| Portugal AFP         | Ouro         | 12.000 |

## Histórico de lançamento
| País           | Data                   | Formato          | Gravadora           |
| -------------- | ---------------------- | ---------------- | ------------------- |
| Portugal       | 9 de maio de 2003      | CD               | Espacial            |
| Espanha        | 27 de junho de 2003    | CD               | NovoDisc O.D. Group |
| Países Baixos  | 5 de julho de 2005     | CD               | Altra Moda Music    |
| França         | 9 de julho de 2005     | CD               | AZ                  |
| Suíça          | 9 de julho de 2005     | CD               | AZ                  |
| Canadá         | 18 de julho de 2005    | CD               | Unidisc Music       |
| Estados Unidos | 22 de julho de 2005    | CD               | RMM Records & Video |
| América Latina | 14 de dezembro de 2005 | CD               | NovoDisc O.D. Group |
| Mundo          | 25 de março de 2015    | Digital download | Espacial            |

## Referência
1. ↑  Ana Malhoa
2. 1 2 3  Associação Fonográfica Portuguesa  Arquivado em 23 de dezembro de  2011, no Wayback Machine.
3. ↑  Ana Malhoa - Portuguese Charts